# Unterseeboot 535
L'Unterseeboot 535 (ou U-535) était un sous-marin allemand utilisé par la Kriegsmarine pendant la Seconde Guerre mondiale.

## Historique
Après sa période de formation à Stettin dans la 4. Unterseebootsflottille jusqu'au 31 mai 1943, l'U-535 est affecté à une unité de combat à la base sous-marine de Lorient dans la 10. Unterseebootsflottille.
L'U-535 est coulé le 5 juillet 1943  dans l'Atlantique nord au nord-est du Cap Finisterre en Espagne à la position géographique de 43° 38′ N, 9° 13′ O par des charges de profondeur lancées d'un avion britannique Consolidated B-24 Liberator de l'escadrille Sqdn 53/G.
 
Les 55 hommes d'équipage meurent dans cette attaque.

## Affectations successives
- 4. Unterseebootsflottille du 23 décembre 1942 au 31 mai 1943
- 10. Unterseebootsflottille du 1er juin 1943 au 5 juillet 1943

## Commandement
- Kapitänleutnant Helmut Ellmenreich du 23 décembre 1942 au 5 juillet 1943

## Navires coulés
L'U-535 n'a, ni coulé, ni endommagé de navire au cours de l'unique patrouille qu'il effectua.

## Sources
- (en) Cet article est partiellement ou en totalité issu de l’article de Wikipédia en anglais intitulé « German submarine U-535 » (voir la liste des auteurs).
- (en) U-535 sur Uboat.net